# Хајдук остаје Хајдук
 Хајдук остаје Хајдук је роман за децу савременог српског дечјег књижевника Градимира Стојковића објављена 2001. године у издању "Народне књиге" из Београда. Роман је од првог издања доживео још неколико издања.

## О писцу
Градимир Стојковић је рођен у банатском селу Мраморак, 3. марта 1947. године. Живео је у Вршцу и Панчеву, а данас живи и ствара у Београду. Студирао на Факултету политичких наука (журналистику) и Педагошко-техничком факултету. Градимир Стојковић је књижевник, био запослен у библиотеци „Лаза Костић” у Библиотеци града Београда. Добитник је многих значајних књижевних награда. Све књиге су доживеле више издања. Песме и приче су му преведене на енглески, француски, немачки, италијански, руски, словачки, бугарски, румунски, мадјарски, македонски и словеначки језик.

## О књизи
Књига  Хајдук остаје Хајдук је седми део, и шеста написана књига од девет о Глигорију Пецикози Хајдуку. Серијал је скуп прича о одрастању, уклапању и о недоумицама младих, који у себи носи универзалне поруке о пријатељству и заједништву.

## Радња
Роман Хајдук остаје Хајдук је прича о Хајдуковом сину, малом Васји. Аутор је сада кроз Васјину школу, његове пријатеље, симпатије, велике и мале муке детињства, открио како изгледа живот у необично-обичној породици и ексцентричном комшилуку, у једно тешко време.Време када су током једног пролећа узлетели авиони НАТО-a.
Мали Хајдук - Васја иде у трећи разред основне школе. Другари из разреда су му најбоље другарице, Малина и Анђела, симпатија Маја, друг Њоња. У првом делу књиге прилказане су Васјине догодовштине у школи, у игри, на летовању. У другом делу књиге приказан је период НАТО бомбардовања током два месеца 1999. године. Аутор је испричао како се силазило у склоништа и подруме у коме су се станари зграде крили и дружили када крене опасност.

## Главни ликови
- Глигорије Хајдук
- Васја
- Aсја
- Настја
- Малина
- Анђела
- Маја
- Њоња

## Награде
| Година | Награда                         |
| ------ | ------------------------------- |
| 2001.  | Награда дечјег жирија „Доситеј” |